# Philodromus manikae
Philodromus manikae este o specie de păianjeni din genul Philodromus, familia Philodromidae, descrisă de Tikader, 1971. Conform Catalogue of Life specia Philodromus manikae nu are subspecii cunoscute.